# ふきだし

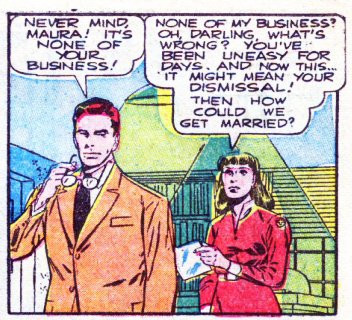
米国のコミックストリップにおけるふきだし（ルーベン・モレイラ『ブラック・テラー』、1948年）

ふきだし（吹き出し、噴出し、英語:speech balloons, speech bubbles, dialogue balloons, word balloons）は、主に漫画において、文字などが登場人物の台詞や思考を表していることを示すために用いられる図案手法である。米国においては台詞を示すふきだしと思考を示すふきだしを区別し、後者を「thought bubble」や「conversation cloud」と呼ぶ場合もある。

## 歴史

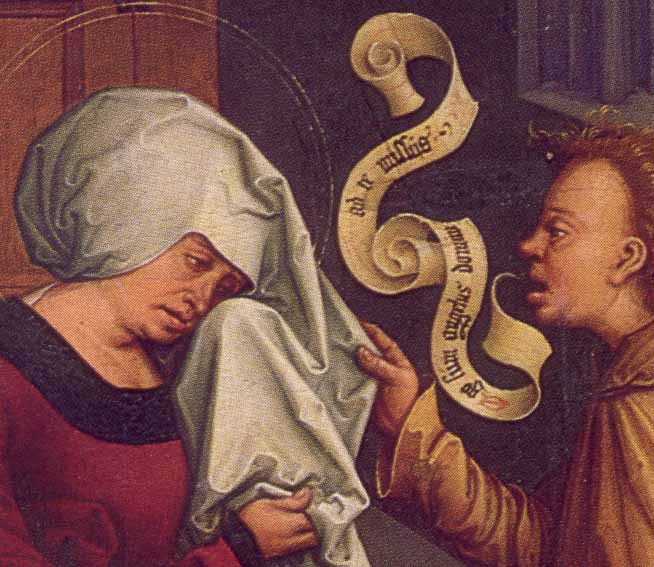
巻物の形で台詞を表現しているベルンハルト・シュトリーゲル『聖アンナへの受胎告知』（1506年、部分）

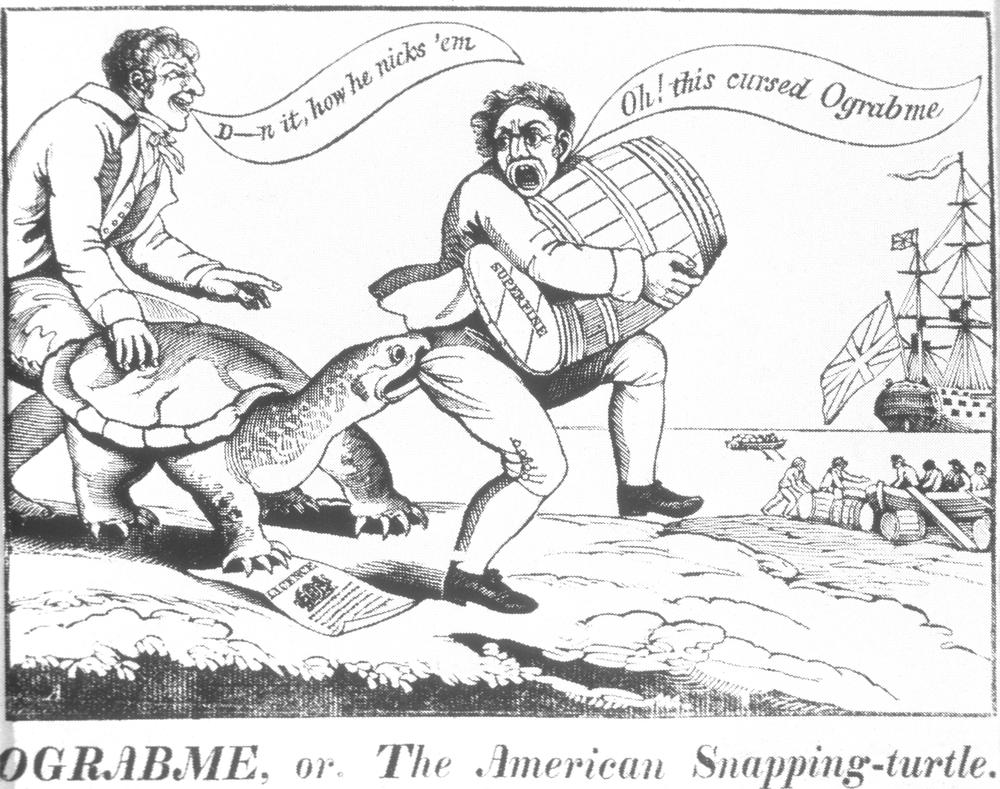
1807年通商禁止法に反対して描かれた米国の政治風刺漫画。現代とほぼ同様の図案手法としての幟状のふきだしがみられる

ふきだしの最古の原型は、7世紀から8世紀ごろに栄えたメソアメリカ文明における美術作品にみられる、一人称の台詞と話者の口を結びつける「スピーチスクロール」と呼ばれる細い線とされている。
欧州では遅くとも13世紀には、帯や旗、巻物、紙の形で台詞を表現する「ラベル」が登場し、16世紀初頭には一般的に使用されるようになった。現代のふきだしに通じる「バンデロール」（小さい幟）は、18世紀の広告印刷物に登場し、アメリカ独立戦争時に出版された英国や米国の政治風刺漫画で好んで使われた。
その後一時期廃れたものの、20世紀初頭には再び多用されるようになり、漫画業界の発展に伴って形態や表現方法の標準化が進んだ。
図案手法としてのふきだしは必ずしも世界中で認知されているわけではなく、湾岸戦争（1991年）で米軍がふきだしを用いた宣伝ビラを撒いたところ、イラク兵はふきだしが何を表現するものなのか理解できなかったケースもあった。

### 欧米

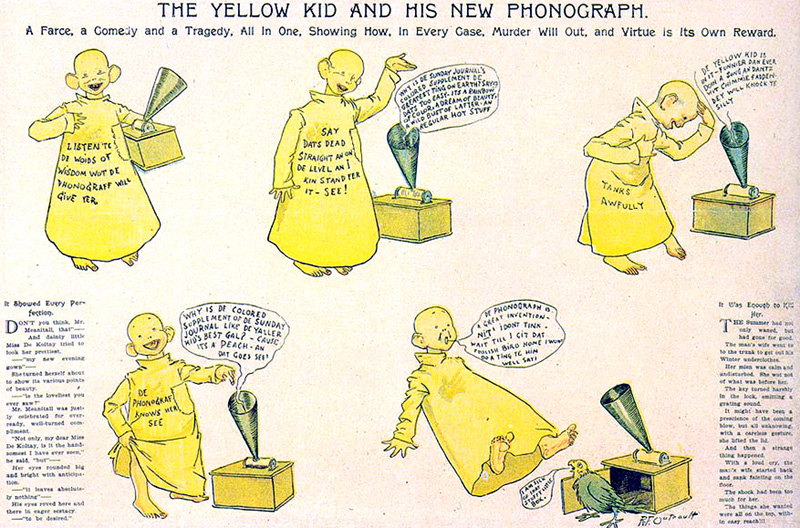
米国で本格的なふきだしの導入事例となった『イエローキッド』。衣服に台詞を書く表現に併用してふきだしが現れた時期のもの。（1896年、ニューヨーク・ジャーナル紙掲載）

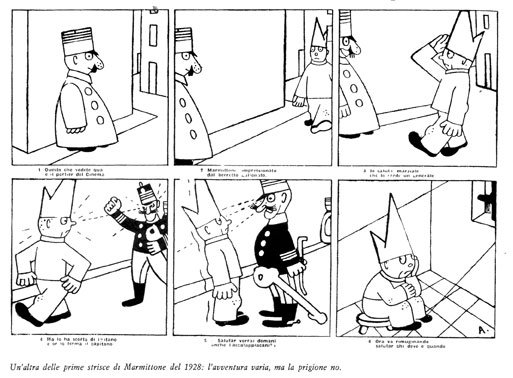
欧州で一般的だったテキストコミックの例。コマの下に登場人物の台詞が説明文として書かれている。米英から広まったふきだしの普及に伴い1950年代に廃れた。（ブルーノ・アンゴレッタ『マルミットーネ』、1928年、イタリア）

英国では風刺漫画家ウィリアム・ヒースが1825年、世界初の漫画雑誌とされる『グラスゴー・ルッキング・グラス』を創刊した。同誌には世界初の「漫画（コミックストリップ）」が掲載され、初めてふきだしが使用された。
米国では、同国初のコミックストリップキャラクターとされる『イエローキッド』(リチャード・F・アウトコール、1895年 - 1898年発表）において、当初主人公の黄色い衣服上に書かれていた台詞が、1896年には現代のものに近いふきだしで表現されるようになった。米国では20世紀初頭には、ふきだしを用いない漫画は皆無となった。
いっぽう、連続する個々のイラストの下に説明文を配する「テキストコミック」が一般的だった欧州では、米国のコミックストリップの影響を受けて戦間期に徐々に普及した。フランス語圏の各国では、アラン・サン＝オーガン（フランス）の『ジグとピュス』（1925年）がふきだしを本格的に使用して成功したことを受けて普及が進み、エルジェ（ベルギー）の『タンタンの冒険』（1929年）などに大きな影響を与えた。
しかし当時の欧州でふきだしは米国文化の表現手法という印象が強かったため、十分に浸透しなかった。さらに第二次世界大戦中のイタリアでは、反米政策の一環として自国の漫画家によるふきだしの使用を法律で禁止した。
戦後の欧州では、イタリアでふきだしの使用が解禁されたことも後押しして急速に普及し、ふきだしを使用しない従来のテキストコミックの様式は1950年代に廃れた。

### 日本
1890年代末から近代的な漫画が出現した日本では当初、コマの横に説明文を添える形式が一般的に用いられていた。
日本で初めてふきだしを用いた漫画は、1923年に連載を開始した4コマ漫画『正チャンの冒険』（アサヒグラフ、大阪朝日新聞、東京朝日新聞掲載）とされる。作画は挿絵画家で漫画家の樺島勝一が担当(文・織田小星）し、従来の説明文を用いつつも米英の漫画にならってふきだしを導入した。説明文の位置やふきだしに書かれる台詞の言葉などの形式が定着するまで試行錯誤が続いた。
同年には従来の説明文をとらず、ふきだしのみで描かれた『のんきな父さん』（1923年・報知新聞掲載）の連載も始まった。

## 一般的な形式

最も一般的な4つのふきだし。上から発話、ささやき、思考、叫びを表現するもの

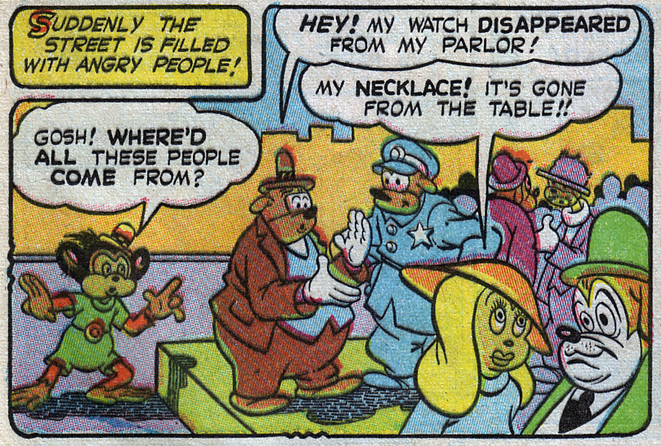
米国のコミックにおけるキャプションボックスの例。コマ左上の黄色の区画が相当する。（『パンチアンドジュディコミックス』、1944年）

### 台詞を表現するふきだし
もっとも一般的なふきだしは、登場人物の台詞を表現するもので、登場人物がコマ内にある場合とコマ外にある場合で2つの形式がみられる。コマ内に完全にまたは大部分が見える登場人物のふきだしは、話者に向けられた尾状の印が付いたものが用いられる。
また1人の登場人物が1つのコマ内に複数のふきだしを持つ場合は、話者の頭にもっとも近いふきだしだけに尾が付けられ、ほかのふきだしは順番に直接または細い帯などでそのふきだしに接続されることが多くみられる。

#### コマ外側の登場人物のふきだし
画面外に相当するコマの外側に位置する登場人物のふきだしには複数のパターンがみられる。
- 標準的なふきだし - 尾はふきだし外部に突出し、コマ外の話者の位置に向けられる。特定の登場人物を表すために最後に記号が付いている場合もある。
- ふきだし内側に尾をつけたもの - 日本の漫画で発生した形態で、尾はふきだしの内側に向けて付けられ、ふきだしを越えた反対側に位置するコマ外の話者の方向を示す。
- コマ枠線に細い帯で接続するもの - ふきだしから出た先端が収束しない細い帯がコマ外の話者の位置に近接するコマの枠線に接続される。マルジャン・サトラピ『ペルセポリス』などにみられる。

#### 尾のないふきだし
尾のないふきだしは、話し手が読者の視界の外にいるだけでなく、登場人物の視点からも見えず、群衆の中の不特定の一員などであることを示すことが多い。

#### 角形のふきだし
米国のアメリカンコミックなどで多用される尾のない角形のふきだしは、映画におけるナレーションに相当し、コマで表現されている場面から空間的または時間的に離れた場所にいる登場人物もモノローグなどの形で発話することができる。コマに付される説明文（キャプションボックス）とは違い、この場合の角形ふきだしはコマに接続しない。ほかのふきだしと区別するために、二重線や異なる背景色、台詞に引用符が付けられることも多い。

### 思考を表現するふきだし
思考を表現するふきだしは英語で「thought bubble」などと呼ばれ、一般的には、思考内容の文章を含む大きな雲のようなふきだしと、思考する登場人物につながる小さな円形のふきだしを並べて構成される。雲の形ではなく楕円形のふきだしを使用する場合もある。
スヌーピー（チャールズ・M・シュルツ『ピーナッツ』）やガーフィールド（ジム・デイビス『ガーフィールド』）などの人間以外のキャラクターは思考のふきだしを使用して「発話」を表現する。また登場人物がさるぐつわをかまされている場合など、話すことができない場合にも使用されることがある。
また思考を表現するふきだしの一種として、ふきだしの縁を細かい放射状の短線で表現してぼやけた印象を与える表現は、日本の漫画で生まれた手法で、日本では俗に「ウニフラッシュ」と呼ばれる。ふきだしに尾は用いず、思考する登場人物の近くに配置することで思考している人物を示す。

### キャプションボックス
欧米で特に用いられるキャプションボックスは、当該コマにおける説明文をコマ内に収容するため、コマ枠内部に接する形で区切られた区画を示し、思考の表現とナレーション表現の両方で用いられる。
思考する登場人物に即して配置されるふきだしは、登場人物の位置の影響を受け、また現在の視点の人物に限定される制約がある一方、キャプションボックスにはその制約がないため、『Vフォー・ヴェンデッタ』（アラン・ムーア、デヴィッド・ロイド、1982年 - 1989年）のように、キャプションボックスでモノローグを表現することで、当該登場人物の思考だけでなく、ほかの登場人物の気分や状態、行動も表現するケースもある。

## 書体

### 欧米のふきだし文字

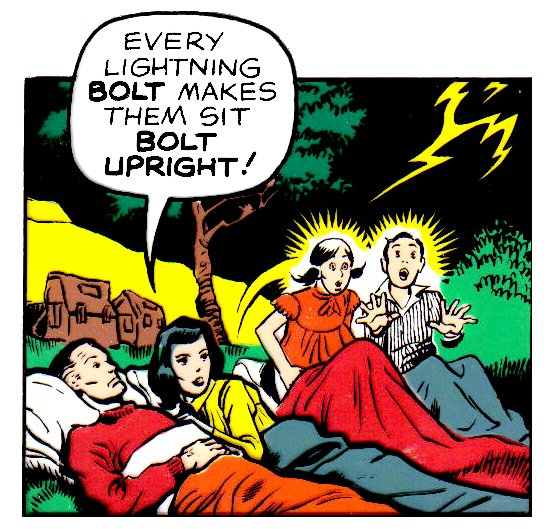
ふきだしの台詞が伝統的な大文字の手書きレタリング文字で書かれた米国のコミックストリップの例（米・ピアソンスコットフォレスマン社所蔵）

欧米では近代のコミックストリップ成立以後も、ふきだしで表現される台詞などの文字は絵画表現の一つとして長く手書きであった。特に制作の分業体制が進んだ米国では1930年代から1990年代にかけて、サム・ローゼン（Sam Rosen）やアーティ－・シメック（Artie Simek）など、出版社と契約した漫画のレタリング専門職「レタラー」が、タイトルや作品中の効果音などの文字とともに手書きで文字を入れることが一般的だった。
欧米では漫画制作の工程におけるレタリングは専門家としての特別な扱いを受けており、アイズナー賞やハーベイ賞などの米国の漫画賞には「最優秀レタラー賞」も設けられている。
米国では1990年ごろ、編集環境のデジタル化の先駆けとして手書きレタリングの伝統を踏襲した最初の商用コミックブック用フォント「Whizbang」が登場し、さらに現役レタラ－らの手で設立された企業「コミックラフト」などが同種の漫画用フォントの発売を開始した。当初はいったん紙に印刷した清刷の状態で作画原稿に貼り付ける形態をとったが、まもなく着彩作業もデスクトップパブリッシングに移行したことで、デジタル上で直接組み付けるようになった。
出版社によってデジタルフォント化への姿勢は異なり、中でもDCコミックスは手書きによる伝統的工程の維持にもっとも固執していたが、2000年代には大手の漫画出版物はデジタル化が完了し、外部の専門職であるレタラ－による手書きレタリングの文化は姿を消した。
現代のレタラ－は、出版社や作家ごとの専用デジタルフォントのデザイン監修にあたっており、膨大な種類の手書きレタリング風書体が一般的に用いられている。また自筆の文字をもとに自作したフォントを自身の作品制作に用いたり、イラスト部分との調和を重視してペンタブレットを用いる形で従来の手書きレタリングにこだわったりする作家も少なくない。
欧州では、漫画のイラストを担当するイラストレーターがレタラーを兼ねることが一般的である。バンドデシネ作家のジャック・タルディ（フランス）など一部の著名作家では、別にレタラ－と契約して作品制作にあたっているケースもある。
欧米の大手出版社による漫画の出版物は、以下のような場合を除き、ほぼすべての場合で大文字のみで表記することが慣例となっている。米国のマーベルコミックは2002年から2004年にかけて、すべての単行本で通常の文章と同様に大文字と小文字が混在する混合表記を試験的に導入したものの、主要作品の多くはのち大文字表記に戻された。
- 固有名詞内における「de」や「von」などの助詞、およびMcで始まるスコットランドまたはアイルランド起源の姓の「c」。
- おびえた、または静かな話し方の表現。
- 「er」「um」などの感嘆詞。

一方で混合表記を好む作家もあり、混合表記を採用した米国のコミックストリップ『Pearls Before Swine』（ステファン・パスティーシュ、2001年連載開始）では、登場するキャラクターのアクセントの奇妙さを通常と異なる大文字の使用方法をとることで表現している。
米国の伝統的大文字表記の場合、数字の「1」との混同の軽減や、一人称代名詞「I」が意味されていることを容易に伝えるため、通常の混合表記で大文字の「I」となる文字のみ上下にセリフが付いた文字を用い、小文字の「i」となるべきほかの場所ではセリフのない単純な縦線となる通常の書体を使用する慣例がある。

### 日本のふきだし文字

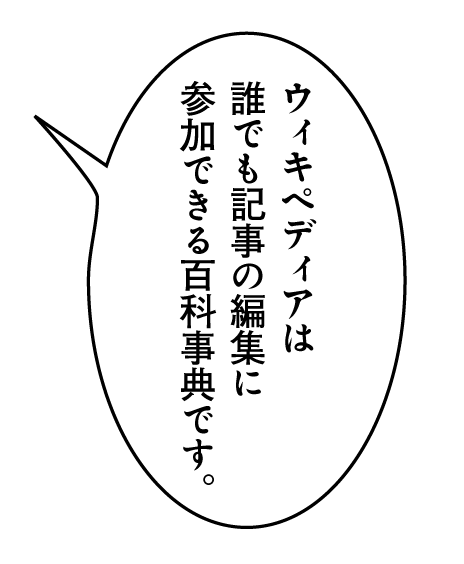
日本のふきだしの例

日本においては、長く商業雑誌印刷の主流が活版（凸版）印刷であったことから、商業漫画は感光剤を塗布した1～1.5ミリ厚の亜鉛板に原稿を約8割の大きさに縮小撮影したのちエッチングして製作（写真製版）する「亜鉛凸版」を印刷原版とし、これから紙型を取って鋳造した鉛版を刷版に用いて印刷を行っていた。
ふきだしの台詞などの文字は、欧米と同様に原稿に墨で書かれた手書き文字をそのまま製版することが多かったが、活字を用いる場合には製版した亜鉛凸版のふきだし内部を糸鋸で切り抜いて角穴を開け、そこに活字を組み付ける手法が一般的で、単行本化などで再製版する場合には、その都度活字を組み付け直す必要があった。
このため作品を雑誌掲載後に順次単行本化する出版社のビジネスモデルが確立した1960年代後半には、活字や手動写真植字機で印字した清刷を紙原稿に貼り付けたのちに写真製版し、線画とともにまとめて亜鉛凸版化する手法が一般化した。原稿に貼り付ける清刷の多くは写真植字によるものが使われたため、これ以降、漫画に用いられる手書き以外の文字そのものを「写植」と通称する業界慣習が生まれた。

#### 明朝体と「アンチゴチ」

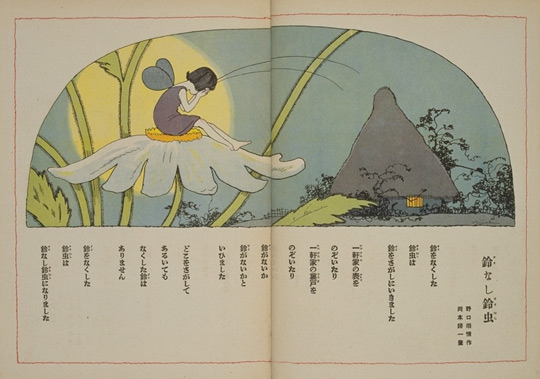
大正時代の児童向け出版物「絵雑誌」で多用されていた「アンチゴチ」組版（『コドモノクニ』大正十一年十月号、1922年）

ふきだしを伴う漫画が出現した大正期には、ふきだしの活字書体は文章を組む本文組と同様に明朝体が一般的に用いられていた。
いっぽう、明朝体と異なる籠文字（江戸文字）の系統とみられ、明治末期の1900年前後に出現した太字のかな書体、アンチック体（JIS印刷校正併用記号「アンチ」、古体、アンチーク体とも）は、主に幼児・低学年児童向けの絵本用書体として用いられていた。
アンチック体は1910年代から1920年代にかけて創刊が相次いだ『コドモノクニ』（東京社）、『日本の子供』（キンノツノ社）、『小学画報』（小学新報社）、『幼女の友』（幼女の友社）などの「絵雑誌」と呼ばれる児童向け出版物において多用された。
このうち漢字も使用する高学年向けの詩や文章では、アンチック体にない漢字をゴシック体（JIS印刷校正併用記号「ゴチ」）とする、のちに「アンチゴチ」と俗称される混植組版が多用され、1930年代に入ると、『幼年倶楽部』（大日本雄弁会講談社）などで掲載が増えた漫画作品にも使用例が現れるようになった。
戦前から終戦直後にかけての日本では、書体の洗練が進んでいた明朝体に対し、当時のゴシック体は歴史の浅さもあって「字の線が悉く角立っていて不快を覚える」などとされて見出しなどの強調用途に限定して使われていたため、例外的に本文組をゴシック体とする場合には、ゴシック体と同様に強調の用途を持つアンチック体をかなとする混植組版は珍しくなかった。
戦後は1950年代前半に「少年画報」（少年画報社）などでアンチゴチの使用が見られ、こうした幼児・低学年児童向け雑誌を起点に、1960年前後には大手出版社の児童漫画雑誌に掲載される作品の多くで慣例化した。戦後急速に進んだゴシック体の書体改良に伴い、一般の印刷物ではゴシック体のみによる本文組も普及したが、戦前の組版事情の残渣として児童漫画雑誌に残ったアンチゴチ混植組版は、以降の若年読者世代に「（子ども向け）漫画用の書体」と広く認知されるようになった。
一方、当時隆盛を誇っていた貸本専門の中小の出版社などが刊行する貸本漫画や劇画の出版物では、引き続き明朝体（細明朝体）が主に用いられ、さらに貸本業界から始まった1960年代の「劇画ブーム」で市場が急拡大した10代後半以上の高年齢層を読者とする青年・成人向け漫画雑誌の掲載作品では、その後も1990年代にかけて出版社を問わず慣例的に細明朝体が多く用いられた。
デジタルによる漫画制作・編集が一般化した現在は、商業作品だけでなく、非商業の同人作品においても商業誌の模倣志向からアンチゴチが好んで用いられており、主に漫画用途のデジタルフォントとして当初から混植の文字セットとした有料・無料の各種アンチゴチ書体が普及している。